# 레 조리블레 세르넷

라스 호리블스 세르넷츠의 사진으로 1992년, 월드 와이드 웹을 통해 최초로 게재된 사진이다. 왼쪽에서부터 안젤라 히그니, 미셸 드 제나로, 콜레트 막스네일슨, 린 베로노

레 조리블레 세르넷(Les Horribles Cernettes , 프랑스어 발음: [le.z‿ɔʁiblə sɛʁnɛt], "무서운 CERN 여자")는 CERN 및 입자물리학 관련 행사 등에서 활동하는 CERN의 여성 패러디 팝 그룹으로, "(전 세계에서) 단 하나밖에 없는 고에너지 락 밴드"라 소개하고 있다. 이 밴드의 공연 스타일은 두왑으로, 이 밴드의 각 단어의 첫문자인 LHC는 CERN에 지어진  대형 강입자 충돌기 (Large Hadron Collider)의 약자와 같다. 이 밴드의 노래는 밴드 웹사이트에서 무료로 구할 수 있다.
이 밴드가 찍힌 사진은 인터넷에 처음 올라온 사진으로 알려져 있기도 하다.